# Liste bekannter Prähistoriker
In dieser Liste werden Prähistorische Archäologen gesammelt, die für dieses Fach habilitiert wurden, als Autoren relevant sind oder andere bedeutende Beiträge zur Ur- und Frühgeschichtsforschung geleistet haben.

## Prähistoriker/Prähistorische Archäologen

### A
- Björn-Uwe Abels (Deutscher, * 1941)
- Nils Åberg (Schwede, 1888–1957)
- Horst Adler (Österreicher, * 1941)
- Wolfgang Adler (Deutscher, * 1959)
- Gerd Albrecht (Deutscher, * 1946)
- Cornelius Ankel (Deutscher, 1930–1976)
- Eduard Anthes (Deutscher, 1859–1922)
- Jean Arnal (Franzose, 1907–1987)
- Wolfgang Dietrich Asmus (Deutscher, 1908–1993)

### B
- Michael Baales (Deutscher, * 1963)
- Walter Bader (Deutscher, 1901–1986)
- Holger Baitinger (Deutscher, * 1965)
- Alajos Bálint (Ungar, 1902–1983)
- Csanád Bálint (Ungar, 1943–)
- Albert Bantelmann (Deutscher, 1911–1999)
- Niels Bantelmann (Deutscher, 1940–2000)
- Graeme Barker (Brite, * 1946)
- László Barkóczi (Ungar, 1919–2017)
- Fritz Eckart Barth (Österreicher, * 1939)
- Josef Bayer (Österreicher, 1882–1931)
- Peter Bayerlein (Deutscher, * 1944)
- Carl Johan Becker (Däne, 1915–2001)
- Günter Behm-Blancke (Deutscher, 1912–1994)
- Friedrich Behn (Deutscher, 1883–1970)
- Gustav Behrens (Deutscher, 1884–1955)
- Hermann Behrens (Deutscher, 1915–2006)
- Hans-Jürgen Beier (Deutscher, * 1956)
- Ines Beilke-Voigt (Deutsche, * 1966)
- Robert Beltz (Deutscher, 1854–1942)
- Jan Bemmann (Deutscher, * 1961)
- Alojz Benac (Jugoslawe, 1914–1992)
- Jonas Beran (Deutscher, * 1959)
- Axel von Berg (Deutscher, * 1961)
- Friedrich Berg (Österreicher, 1930–2023)
- Johannes Bergemann (Deutscher, * 1960)
- Reinhard Bernbeck (Deutscher, * 1958)
- Gerhard Bersu (Deutscher, 1889–1964)
- François Bertemes (Luxemburger/Deutscher, * 1958)
- Jörg Biel (Deutscher, 1943–2015)
- Hans-Dieter Bienert (Deutscher)
- Volker Bierbrauer (Deutscher, * 1940)
- André Billamboz (Franzose, * 1948)
- Gerhard Billig (Deutscher, 1927–2019)
- Didier Binder (Franzose)
- Lewis Binford (US-Amerikaner, 1931–2011)
- Ferdinand Birkner (Deutscher, 1868–1944)
- Kurt Bittel (Deutscher, 1907–1991)
- Christoph Blesl (Österreicher)
- Karl Böhm (Deutscher, 1951–2005)
- Horst Wolfgang Böhme (Deutscher, * 1940)
- Kurt Böhner (Deutscher, 1914–2007)
- Klaus Bokelmann (Deutscher)
- Istvan Bóna (Ungar, 1930–2001)
- Clive Bonsall
- François Bordes (Franzose, 1919–1981)
- Dusan Boric (Serbe, * 1973)
- Kurt Bors (Österreicher, 1922–2019)
- Pere Bosch i Gimpera (Spanisch/Mexikanisch, 1891–1974)
- Gerhard Bosinski (Deutscher, * 1937)
- Walther Bremer (Deutscher, 1887–1926)
- Eric Breuer (Schweizer, * 1968)
- Abbé Henri Breuil (Franzose, 1877–1961)
- Peter Breunig (Deutscher, * 1952)
- Jacques Briard (Franzose, 1933–2002)
- Johannes Brøndsted (Däne, 1890–1965)
- Wilhelm Albert von Brunn (Deutscher, 1911–1988)
- Karel Buchtela (Tscheche, 1864–1946)
- Johann Gustav Gottlieb Büsching (Deutscher, 1783–1829)
- Karl W. Butzer (USA, 1934–2016)

### C
- Johan Callmer (Schwede, * 1945)
- Halet Çambel (Türkin, 1916–2014)
- Johann Friedrich Camerer (Deutscher, 1720–1792)
- Torsten Capelle (Deutscher/Schwede, 1939–2014)
- Vere Gordon Childe (Brite/Australier, 1892–1957)
- Bohuslav Chropovský (1926–2009)
- Wikentij Chwojka (Tscheche/Russe, 1850–1914)
- David Leonard Clarke (Engländer, 1937–1976)
- Grahame Clark (Brite, 1907–1995)
- Erich Claßen (Deutscher, * 1973)
- Werner Coblenz (Deutscher, 1917–1995)
- Nicholas J. Conard (Deutsch-US-Amerikaner, * 1961)
- Sue O’Connor (Australierin)
- Lorraine Copeland (Schottin, 1921–2013)
- Rosemarie Cordie (Deutsche, * 1954)
- Gérard Cordier (Franzose, 1924–2014)
- Barry Cunliffe (Brite, * 1939)

### D
- Falko Daim (Österreicher, * 1953)
- Johann Friedrich Danneil (Deutscher, 1783–1868)
- Timothy Darvill (Brite)
- Wolfgang David (Deutscher, * 1961)
- Joseph Déchelette (Franzose, 1862–1914)
- Wilhelm Deecke (Deutscher, 1862–1934)
- Wolfgang Dehn (Deutscher, 1909–2001)
- Jean-Paul Demoule (Franzose, * 1947)
- Alfred Dieck (Deutscher, 1906–1989)
- Bodo Dieckmann (Deutscher, * 1952)
- Michael Doneus (Österreicher, * 1967)
- Otto Doppelfeld (Deutscher, 1907–1979)
- Jürgen Driehaus (Deutscher, 1927–1986)
- Refik Duru (Türke, 1932–2024)

### E
- Rudolf Echt (Deutscher, * 1950)
- Markus Egg (Österreicher, * 1954)
- Hans Jürgen Eggers (Deutscher, 1906–1975)
- Manfred Eggert (Deutscher, * 1941)
- Alexandrine Eibner (Österreicherin, * 1966)
- Clemens Eibner (Österreicher, * 1941)
- Gustav Eichhorn (Deutscher, 1862–1929)
- Sabine Eickhoff (Deutsche, * 1963)
- Thomas Einwögerer (Österreicher, * 1968)
- Bernd Engelhardt (Deutscher, 1945–2017)

### F
- Frank Falkenstein (Deutscher, * 1964)
- Mamoun Fansa (Syrer, * 1946)
- Fritz Felgenhauer (Österreicher, 1920–2009)
- Rudolf Feustel (Deutscher, 1925–2018)
- Lutz Fiedler (Deutscher, * 1940)
- Jan Filip (Tscheche, 1900–1981)
- Franz Fischer (Deutscher, 1925–2016)
- Ulrich Fischer (Deutscher, 1915–2005)
- Harald Floss (Deutscher, * 1960)
- Gisela Freund (Deutsche, 1920–2023)
- Otto-Herman Frey (Deutscher, 1929–2023)
- Herwig Friesinger (Österreicher, * 1942)
- Siegfried Fröhlich (Deutscher, 1937–2018)
- Gerald Fuchs (Österreicher)
- Václav Furmánek (Slowake, * 1942)

### G
- Gretel Gallay (Deutsche, 1941–2010)
- Milutin Garasanin (ehem. Jugoslawien, 1920–2002)
- Dorothy Garrod (Britin, 1892–1968)
- Rupert Gebhard (Deutscher, * 1961)
- Marek Gedl (Pole, * 1934)
- Egon Gersbach (Deutscher, 1921–2020)
- Marija Gimbutas (Litauerin/US-Amerikanerin, 1921–1994)
- Ralf Gleser (Deutscher, * 1964)
- Peter Vilhelm Glob (Däne, 1911–1985)
- Peter Goessler (Deutscher, 1872–1956)
- Alfred Götze (Deutscher, 1865–1948)
- Walter Götze (Deutscher, 1879–1952)
- Bernhard Gramsch (Deutscher, * 1934)
- James B. Griffin (US-Amerikaner)
- Paul Grimm (Deutscher, 1907–1993)
- Detlef Gronenborn (Deutscher, * 1962)
- Klaus Grote (Deutscher, * 1947)
- Heinz Gruber (Österreicher)
- Niède Guidon (Brasilianerin, 1933–2025)
- Klaus Günther (Deutscher, 1932–2006)
- Mitja Guštin (Slowene, * 1947)
- Karl Gutmann (Deutscher, 1854–1931)

### H
- Werner Haarnagel (Deutscher, 1907–1984)
- Rolf Hachmann (Deutscher, 1917–2014)
- Thea Elisabeth Haevernick (Deutsche, 1899–1982)
- Joachim Hahn (Deutscher, 1942–1997)
- Hans Hahne (Deutscher, 1875–1935)
- Miriam Noel Haidle (* 1966)
- Franz Hančar (Österreicher, 1893–1968)
- Bernhard Hänsel (Deutscher, 1937–2017)
- Svend Hansen (Deutscher, * 1962)
- Harald Hauptmann (Deutscher, 1936–2018)
- Otto Hauser (Schweizer, 1874–1932)
- Annemarie Häußer (Deutsche, 1957–2002)
- Hajo Hayen (Deutscher, 1923–1991)
- Bernhard Hebert (Österreicher, * 1960)
- Birgit Heide (Deutsche, * 1965)
- Michael Heitzer
- Witold Hensel (Pole, 1917–2008)
- Fritz-Rudolf Herrmann (Deutscher, 1936–2024)
- Joachim Herrmann (Deutscher, 1932–2010)
- Otto von Hessen (Deutscher, 1937–1998)
- Charles Higham (Brite/Neuseeländer, * 1939)
- Hans Hingst (Deutscher, 1908–1996)
- Hermann Hinz (Deutscher, 1916–2000)
- Olaf Höckmann (Deutscher, 1935–2023)
- Moriz Hoernes (Österreicher, 1852–1917)
- Friedrich Holste (Deutscher, 1908–1942)
- Veronika Holzer (Österreicherin, * 1960)
- Kurt Horedt (Rumäne, 1914–1991)
- Heinz Günter Horn (Deutscher, * 1940)
- Fritz Horst (Deutscher, † 1990)
- Anton Hrodegh (Österreicher, 1875–1926)
- Ivor Noël Hume (US-Amerikaner, 1927–2017)
- Hans-Jürgen Hundt (Deutscher, 1909–1990)

### I
- Anne Stine Ingstad (Norwegerin, 1918–1997)
- Helge Ingstad (Norweger, 1899–2001)
- Walter Irlinger (Deutscher, * 1957)

### J
- Peter Jablonka (Österreicher, 1961–2019)
- Gernot Jacob-Friesen (Deutscher, 1926–2019)
- Karl Hermann Jacob-Friesen (Deutscher, 1886–1960)
- Martin Jahn (Deutscher, 1888–1974)
- Herbert Jankuhn (Deutscher, 1905–1990)
- Walter Janssen (Deutscher, 1936–2001)
- Konrad Jażdżewski (Pole, 1908–1985)
- Christian Jeunesse (Franzose, * 1955)
- Hans-Eckart Joachim (Deutscher, * 1937)
- Albrecht Jockenhövel (Deutscher, * 1943)
- René Joffroy (Franzose, 1915–1986)
- Olaf Jöris
- Werner Jorns (Deutscher, 1909–1990)
- Siegfried Junghans (Deutscher, 1915–1999)

### K
- Sławomir Kadrow (Pole)
- Gilbert Kaenel (Schweizer, 1949–2020)
- Nándor Kalicz (Ungar, 1928–2017)
- Raimund Karl (Österreicher, * 1969)
- Dieter Kaufmann (Deutscher, * 1941)
- Karl Kaus (Österreicher, 1940–2015)
- Erwin Keefer (Deutscher, * 1951)
- Horst Keiling (Deutscher, * 1934)
- Hans-Jörg Kellner (Deutscher, 1920–2015)
- Tim Kerig (Deutscher)
- Anton Kern (Österreicher, * 1957)
- Daniela Kern (Österreicherin, 1960–2020)
- Karl Kersten (Deutscher, 1909–1992)
- Walter Kersten (Deutscher, 1907–1944)
- Albert Kiekebusch (Deutscher, 1870–1935)
- Tobias L. Kienlin (Deutscher)
- Franz Xaver Kießling (Österreicher, 1859–1940)
- Lothar Kilian (Deutscher, 1911–2000)
- Wolfgang Kimmig (Deutscher, 1910–2001)
- Claus-Joachim Kind (Deutscher, * 1953)
- Jörg Kleemann (Deutscher, * 1962)
- Otto Kleemann (Deutscher, 1911–1996)
- Bohuslav Klíma (Tscheche, 1925–2000)
- Friedrich Klopfleisch (Deutscher, 1831–1898)
- Ursula Koch (Deutsche, * 1938)
- Andrzej Kokowski (Pole, * 1953)
- Alfons Kolling (Deutscher, 1922–2003)
- Joachim Köninger (Deutscher)
- Manfred Korfmann (Deutscher, 1942–2005)
- Harald Koschik (Deutscher, * 1944)
- Georg Kossack (Deutscher, 1923–2004)
- Gustaf Kossinna (Deutscher, 1858–1931)
- Józef Kostrzewski (Pole, 1885–1969)
- Chaido Koukouli-Chrysanthaki (Griechin, * 1940)
- Georg Kraft (Deutscher, 1894–1944)
- Johann Krahuletz (Österreicher, 1848–1928)
- Werner Krämer (Deutscher, 1917–2007)
- Rüdiger Krause (Deutscher, * 1958)
- Dirk Krausse (Deutscher, * 1962)
- Ludwig Kreiner (Deutscher)
- Alexandra Krenn-Leeb (Österreicherin, * 1964)
- Karl Kromer (Österreicher, 1924–2003)
- Wolf Kubach (Deutscher, 1940–2022)
- Herbert Kühn (Deutscher, 1895–1980)
- Otto Kunkel (Deutscher, 1895–1984)
- Jürgen Kunow (Deutscher, * 1953)
- Paul Kupka (Deutscher, 1866–1949)
- Siegfried Kurz (Deutscher, 1952–2014)
- Ferdinand Kutsch (Deutscher, 1889–1972)

### L
- Kurt Langenheim, (Deutscher, 1903–1990)
- Georges Laplace (Franzose, 1918–2004)
- Ernst Lauermann (Österreicher, * 1952)
- Friedrich Laux (Deutscher, * 1938)
- Jörg Lechler (Deutscher, 1894–1969)
- Matthias Leicht (Deutscher, * 1962)
- Klaus Leidorf (Deutscher, * 1956)
- Georg Leisner (Deutscher, 1870–1957)
- Vera Leisner (Deutsche, 1885–1972)
- Majolie Lenerz-de Wilde (Deutsche)
- Eva Lenneis (Österreicherin)
- André Leroi-Gourhan (Franzose, 1911–1986)
- Achim Leube (Deutscher, * 1936)
- Jan Lichardus (Slowake/Deutscher, 1939–2004)
- Marion Lichardus-Itten (Schweizerin, * 1941)
- Giovanni Lilliu (Italiener, 1914–2012)
- Ludwig Lindenschmit der Ältere (Deutscher, 1809–1893)
- Ludwig Lindenschmit der Jüngere (Deutscher, 1850–1922)
- Andreas Lippert (Österreicher, * 1942)
- Georg Christian Friedrich Lisch (Deutscher, 1801–1883)
- Gudrun Loewe (Deutsche, 1914–1994)
- Jens Lüning (Deutscher, * 1938)
- Friedrich Lüth (Deutscher, * 1957)

### M
- Dietrich Mania (Deutscher * 1938)
- Joseph Maran (Deutscher, * 1957)
- Gennadi Markow (Russe, 1923–2018)
- Max Martin (Deutscher, 1939–2016)
- J. Alden Mason (US-Amerikaner, 1885–1967)
- Ronald J. Mason (1929–2023)
- Therkel Mathiassen (Däne, 1892–1967)
- Hermann Maurer (Österreicher, * 1948)
- Harald Meller (Deutscher, * 1960)
- Oswald Menghin (Österreicher, 1888–1973)
- Wilfried Menghin (Deutscher, 1942–2013)
- Gero von Merhart (Österreicher/Deutscher, 1886–1959)
- Johanna Mestorf (Deutsche, 1828–1909)
- Carola Metzner-Nebelsick (Deutsche, * 1962)
- Michael Meyer (Deutscher, * 1959)
- Jan Michálek (Tscheche, 1947–2022)
- Vladimir Milojčić (Deutscher, 1918–1978)
- Andrei Miron (Deutscher, 1951–2011)
- Doris Mischka (Deutsche, * 1975)
- Pieter J. R. Modderman (Niederländer, 1919–2005)
- Aleksandr Mongait (Russe, 1915–1974)
- Oscar Montelius (Schwede, 1843–1921)
- Fritz Moosleitner (Österreicher, 1935–2022)
- Gabriel de Mortillet (Franzose, 1821–1898)
- Adriaan von Müller (Deutscher, 1928–2021)
- Johannes Müller (Deutscher, * 1960)
- Sophus Müller (Däne, 1846–1934)
- Walter Müller (Deutscher, * 1946)
- Hansjürgen Müller-Beck (Deutscher, 1927–2018)
- Andreas Müller-Karpe (Deutscher, * 1957)
- Hermann Müller-Karpe (Deutscher, 1925–2013)

### N
- Erika Nagel (Deutsche, 1943–1999)
- Karl Josef Narr (Deutscher, 1921–2009)
- Alessandro Naso (Italiener, * 1960)
- Birger Nerman (Schwede, 1888–1971)
- Andrea Neth (Deutsche * 1960)
- Dieter Neubauer (Deutscher * 1963)
- Christiane Neuffer-Müller (Deutsche)
- Johannes-Wolfgang Neugebauer (Österreicher, 1949–2002)
- Christine Neugebauer-Maresch (Österreicherin, * 1956)
- Gotthard Neumann (Deutscher, 1902–1972)
- Rolf Nierhaus (Deutscher, 1911–1996)
- Frank Nikulka (Deutscher)
- Verena Nübling (Deutsche)

### O
- Hugo Obermaier (Deutscher, 1877–1946)
- Judith Oexle (Deutsche, * 1956)
- Jörg Orschiedt (Deutscher, * 1963)
- Sven Ostritz (Deutscher, * 1962)
- Karl-Heinz Otto (Deutscher, 1915–1989)
- Mehmet Özdogan (Türke, * 1943)

### P
- Christopher F. E. Pare (Brite, * 1959)
- Oscar Paret (Deutscher, 1889–1972)
- Michael Parker Pearson (Brite, * 1957)
- Hermann Parzinger (Deutscher, * 1959)
- Tatjana Sergejewna Passek (Russin, 1903–1968)
- Ludwig Pauli (Deutscher)
- Axel W. Persson (Schwede, 1888–1951)
- Christian Pescheck (Deutscher, 1912–2003)
- Karl Peschel (Deutscher, 1934–2019)
- Jaroslav Peška (Tscheche)
- Eduard Peters (Deutscher, 1869–1948)
- Peter Vang Petersen (Däne, * 1952)
- Pierre Pétrequin (Franzose)
- Luigi Pigorini (Italiener, 1842–1925)
- Volker Pingel (Deutscher, 1941–2005)
- Bernhard Pinsker (Deutscher)
- Renate Pirling (Deutsche, 1929–2022)
- Augustus Pitt Rivers (Brite, 1827–1900)
- Richard Pittioni (Österreicher, 1906–1985)
- Dieter Planck (Deutscher, 1944–2025)
- Marianne Pollak (Österreicherin, * 1952)
- Joachim Preuß (Deutscher, 1927–2018)
- Ursula Putz (Deutsche)

### R
- Klaus Raddatz (Deutscher, 1914–2002)
- Jürg Rageth (Schweizer, * 1946)
- Jörg Rambach (Deutscher)
- Hartmann Reim (Deutscher, * 1942)
- Paul Reinecke (Deutscher, 1872–1958)
- Hans Reinerth (Deutscher, 1900–1990)
- Josef Reitinger (Österreicher, 1922–1994)
- Heinrich Rempel (Deutscher, 1901–1978)
- Colin Renfrew (Brite, 1937–2024)
- Jürgen Richter (Deutscher)
- Bolko von Richthofen (Deutscher, 1899–1983)
- Sabine Rieckhoff (Deutsche, * 1944)
- Gustav Riek (Deutscher, 1900–1976)
- Adolf Rieth (Deutscher, 1902–1984)
- Michael Rind (Deutscher, * 1959)
- Renate Rolle (Deutsche, * 1941)
- Gaelle Rosendahl (Belgierin)
- Wilfried Rosendahl (Deutscher, * 1966)
- Helmut Roth (Deutscher, 1941–2003)
- Walter Ruckdeschel (Deutscher, * 1937)
- Alfred Rust (Deutscher, 1900–1983)
- Elisabeth Ruttkay (Österreicherin, 1926–2009)

### S
- Thomas Saile
- Roderick B. Salisbury (US-Amerikaner, * 1967)
- Edward Sangmeister (Deutscher, 1916–2016)
- Georg L. Sarauw (Däne, 1862–1928)
- Wiktor Iwanowitsch Sarianidi (Russe, 1929–2013)
- Peter Schauer (Deutscher, * 1943)
- Siegwalt Schiek (Deutscher)
- Wolfram Schier (Deutscher, * 1957)
- Volker Schimpff (Deutscher, * 1954)
- Heinz Schirnig (Deutscher, * 1937)
- Friedrich Schlette (Deutscher, 1915–2003)
- Helmut Schlichtherle (Deutscher, * 1950)
- Wolfgang Schlüter (Deutscher, * 1937)
- Elisabeth Schmid (Schweizerin, 1912–1994)
- Peter Schmid (Deutscher, 1926–2022)
- Berthold Schmidt (Deutscher, 1924–2014)
- Hubert Schmidt (Deutscher, 1864–1933)
- Klaus Schmidt (Deutscher, 1953–2014)
- Martin Schmidt (Deutscher, * 1962)
- Robert Rudolf Schmidt (Deutscher, 1882–1950)
- Ralf W. Schmitz (Deutscher)
- Karl Schmotz (Deutscher, * 1949)
- Ulrich Schoknecht (Deutscher, 1930–2023)
- Rainer Schreg (Deutscher, * 1969)
- Waldtraut Schrickel (Deutsche, 1920–2009)
- Carl Schuchhardt (Deutscher, 1859–1943)
- Thomas X. Schuhmacher (Deutscher, * 1963)
- Ewald Schuldt (Deutscher, 1914–1987)
- Walther Schulz (Deutscher, 1887–1982)
- Hermann Schwabedissen (Deutscher, 1911–1994)
- Hermann Schwammenhöfer (Österreicher, * 1940)
- Gustav Schwantes (Deutscher, 1881–1960)
- Heiner Schwarzberg (Deutscher, * 1974)
- Hans Seger (Deutscher, 1864–1943)
- Jordi Serangeli (Italiener, * 1971)
- Anna Maria Bietti Sestieri (Italienerin, 1942–2023)
- Frank Siegmund (Deutscher, * 1956)
- Susanne Sievers (Deutsche, * 1951)
- Ian G. Simmons (Brite, * 1937)
- Bohumil Soudský (Tschechoslowake, 1922–1976)
- Helmut Spatz (Deutscher, 1954–2002)
- Konrad Spindler (Deutscher, 1939–2005)
- Ernst Sprockhoff (Deutscher, 1892–1967)
- Rudolf Stampfuß (Deutscher, 1904–1978)
- Harald Stäuble (Deutscher)
- Eva Ingrid Stauch (Deutsche)
- Leif Steguweit (Deutscher, * 1967)
- Frauke Stein (Deutsche, 1936–2023)
- Peter Steppuhn (Deutscher, 1956–2018)
- August Stieren (Deutscher, 1885–1970)
- Angela Stifft-Gottlieb (Österreicherin, 1881–1941)
- Philipp W. Stockhammer (Deutscher, * 1977)
- Werner E. Stöckli (Schweizer)
- Simon Stoddart (Brite)
- Hermann Stoll (Deutscher, 1904–1944)
- Ingo Stork (Deutscher, 1949–2023)
- Christian Strahm (Schweizer)
- Armin Stroh (Deutscher, 1912–2002)
- Märta Strömberg (Schwedin, 1921–2012)
- Wolfgang Struck (Deutscher)
- Ruth Struwe (Deutsche, * 1946)
- Lothar Süss (Deutscher, 1923–2015)
- Jiří A. Svoboda (Tscheche)

### T
- Kurt Tackenberg (Deutscher, 1899–1992)
- Aarne Michaël Tallgren (Finne, 1885–1945)
- Wolfgang Taute (Deutscher, 1934–1995)
- Walter W. Taylor (US-Amerikaner, 1913–1997)
- Michael Tellenbach (Deutscher, * 1950)
- Wolf-Dieter Tempel (Deutscher, 1937–2017)
- Claudia Theune (Deutsche, * 1959)
- Georg Tiefengraber
- Christian Jürgensen Thomsen (Däne, 1788–1865)
- John Thurnam (Brite, 1810–1873)
- Rudolf Tichý (Tscheche, 1924–1993)
- Henrietta Todorová (Bulgarin)
- Walter Torbrügge (Deutscher, 1923–1994)
- Bendix Trier (Deutscher, * 1930)
- Gerhard Trnka (Österreicher, * 1955)
- Ivan Turk (Slowene)

### U
- Peter J. Ucko (Brite, 1938–2007)
- Wilhelm Unverzagt (Deutscher, 1892–1971)
- Otto Helmut Urban (Österreicher, * 1953)
- Rafael von Uslar (Deutscher, 1908–2003)
- Thorsten Uthmeier (Deutscher, * 1966)

### V
- Jan Vanmoerkerke (Franzose)
- Fred Vargas (Französin, * 1957)
- August Vasel (Deutscher, 1848–1910)
- Walther Veeck (Deutscher, 1886–1941)
- Stephan Veil
- Ulrich Veit (Deutscher, * 1960)
- Jan Erazim Vocel (Tscheche, 1803–1871)
- Thomas Völling (Deutscher, 1962–2000)

### W
- John Waddell (Ire)
- Eberhard Wagner (Deutscher)
- Ernst Wagner (Deutscher, 1832–1920)
- Karl Heinz Wagner (Deutscher, 1907–1944)
- Ernst Wahle (Deutscher, 1889–1981)
- Jiri Waldhauser (Tscheche, * 1945)
- Ludwig Wamser (Deutscher, * 1945)
- Harm Tjalling Waterbolk (Niederländer, 1924–2020)
- Thomas Weber (Deutscher, * 1952)
- Günter Wegner (Deutscher, 1937–2016)
- Hans-Helmut Wegner (Deutscher, * 1942)
- Denis Weidmann (Schweizer, * 1945)
- Jürgen Weigelt (Deutscher, * 1949)
- Hans Joachim Weisshaar (Deutscher)
- Gerd-Christian Weniger (Deutscher, * 1953)
- Joachim Werner (Deutscher, 1909–1994)
- Robert Wetzel (Deutscher, 1898–1962)
- Barbara Wewerka (Österreicherin)
- Frank Wietrzichowski (Deutscher, * 1961)
- Gordon Willey (US-Amerikaner, 1913–2002)
- Helmut Windl (Österreicher, * 1944)
- Stefan Winghart (Deutscher, 1952–2022)
- Stefan Wirth (Deutscher, * 1965)
- Hans-Peter Wotzka (Deutscher, * 1958)

### Z
- Jan Żak (Pole, 1923–1990)
- Marie Zápotocká (Tschechin)
- João Zilhão (Portugiese, * 1957)
- Andreas Zimmermann (Deutscher, * 1951)
- Thomas Zimmermann
- Wolf Haio Zimmermann (Deutscher, * 1941)
- Lothar Zotz (Deutscher, 1899–1967)
- Ezra Zubrow (US-Amerikaner)
- Hartwig Zürn (Deutscher, 1916–2001)

## Amateure, Autodidakten und Dilettanten
- Fritz Bönisch (Deutscher, 1923–2007)
- Jacques Boucher de Perthes (Franzose, 1788–1868)
- Jacques Gabriel Bulliot (Franzose, 1817–1902)
- William Cunnington (Engländer, 1754–1810)
- Isidoro Falchi (Italiener, 1838–1914)
- Heinrich Forschner der Jüngere (Deutscher, 1880–1959)
- Eugen Frank (Deutscher, 1842–1897)
- Ernst Frickhinger (Deutscher, 1876–1940)
- Emil Gersbach (Deutscher, 1885–1963)
- Walter Gordon Grant (Engländer, 1886–1947)
- Thor Heyerdahl (Norweger, 1914–2002)
- Josef Höbarth (Österreicher, 1891–1952)
- Richard Kallee (Deutscher, 1854–1933)
- Franz Keller (Deutscher, 1852–1938)
- Karl Koehl (Deutscher, 1847–1929)
- Marie E. P. König (Deutsche, 1899–1988)
- Paul Kupka (Deutscher, 1866–1949)
- Josef Maurer (Deutscher, 1868–1936)
- Michele Mercati (Italiener, 1541–1593)
- Hermann Mohn (Deutscher, 1896–1958)
- Antonin Morlet (Franzose, 1892–1965)
- Matthäus Much (Österreicher, 1832–1909)
- Josef Polatschek (Österreicher, 1910–1984)
- Kandidus Pontz von Engelshofen (Österreicher, 1803–1866)
- Carl Rademacher (Deutscher, 1859–1935)
- Maria Reiche (Deutsche, 1903–1998)
- William Stukeley (Engländer, 1687–1765)